# ソユーズの一覧
ソユーズの一覧（ソユーズのいちらん）では、過去のソユーズ宇宙船の機体の名称と概要（計画のみで終わったものを含める）を挙げる。
ソユーズ、サユース（ロシア語：Союз〔サユース〕、英語：Soyuz〔ソユーズ〕）は、ソビエト連邦及びロシア連邦の1 - 3人乗り有人宇宙船。
ソユーズ計画そのものについてはソユーズとソユーズ計画を、ソユーズ宇宙船を打ち上げるソユーズロケットについてはソユーズとR-7 (ロケット)を、ソユーズ宇宙船の派生で無人補給船バージョンについてはプログレス補給船を、ソユーズ宇宙船の次期モデルだと一時考えられていたリフティングボディ構造の宇宙船についてはクリーペルをそれぞれ参照。

## 月飛行目的
ソユーズ宇宙船はアポロと同様に月面に人を送り込むことを目的に計画された。結局ソ連は月に人を送り込むことができなかったが、無人のソユーズ宇宙船（ゾンド）はアポロよりも早く月を周回している。
以下にはその月に人を送り込む目的で計画されたソユーズ宇宙船のモデルを記述する。

### ソユーズA
| ソユーズA | ソユーズA          |
| --------- | ------------------ |
|           |                    |
| 全長      | 7.5 m              |
| 直径      | 2.72 m             |
| 容量      | 9 m3               |
| 乗員      | 3人                |
| 運用期間  | 1963年（計画のみ） |
| 主目的    | 月への有人飛行     |

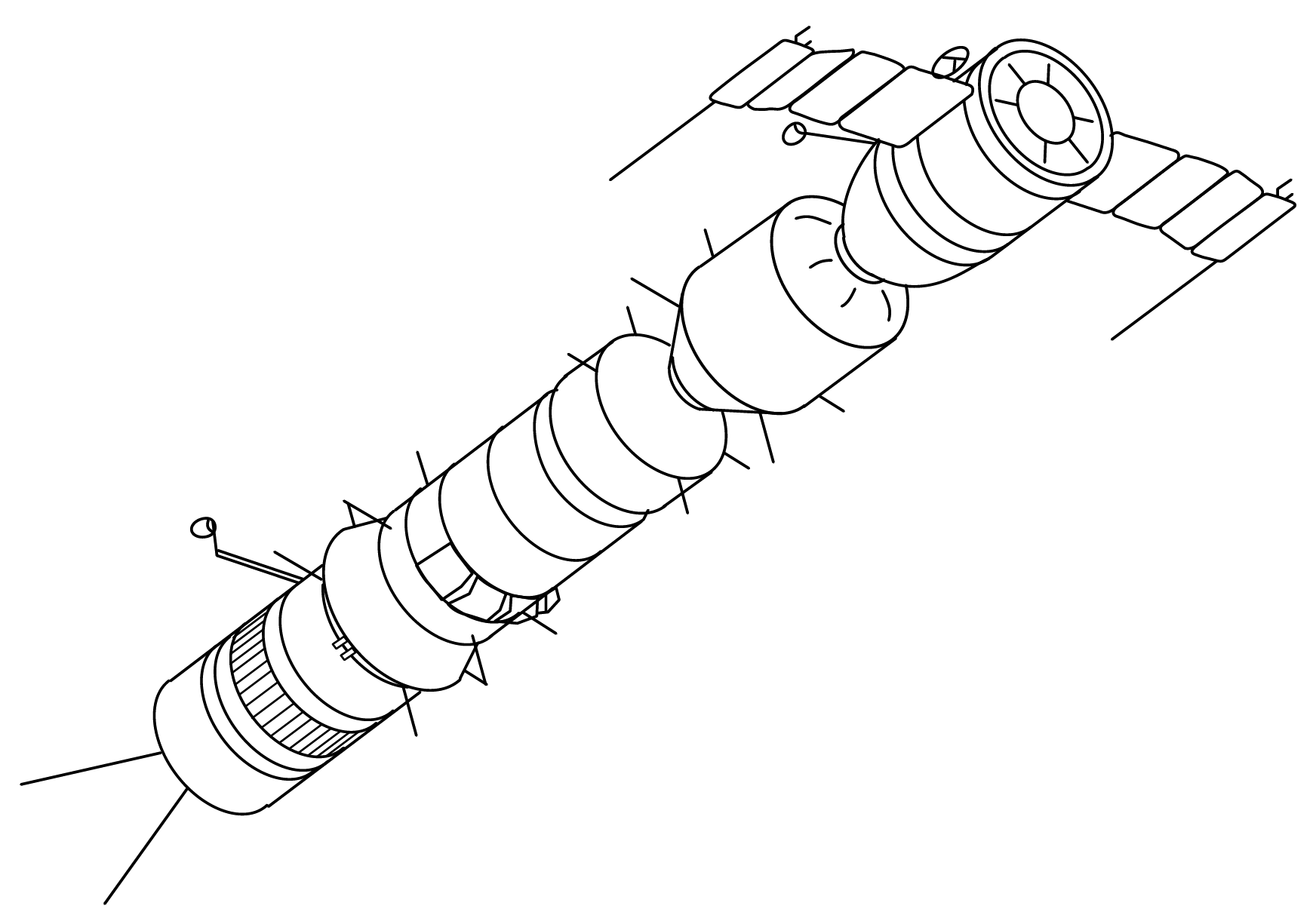
ソユーズA-B-C (7K-9K-11K) 月周回案。右からA (7K), B (9K), C (11K)

ソユーズA（ソユーズ7K）有人船、ソユーズB（ソユーズ9K）推進船、ソユーズC（ソユーズ11K）補給船をそれぞれ別のロケットで打ち上げ、軌道上で一列にドッキングして月接近飛行を行うというコンセプトがセルゲイ・コロリョフによって提案されたものの、計画のみで終わった。
ソユーズAは前から順に軌道船・帰還船・機械船が並ぶ構造、機械船の左右に太陽電池パネルを搭載するなど、実際に最初に飛行したソユーズ7K-OKをはじめ、その後のソユーズシリーズの基本となるものはこの時点でほぼ全て計画されていた。
en:Soyuz A

### ソユーズ7K-L1
| ソユーズ7K-L1 | ソユーズ7K-L1      |
| ------------- | ------------------ |
|               |                    |
| 全長          | 4.88 m             |
| 直径          | 2.72 m             |
| 容量          | 4 m3               |
| 乗員          | 2人                |
| 運用期間      | 1967年 - 1971年    |
| 主目的        | 有人での月周回飛行 |

ソユーズ7K-OKをベースに、ソユーズL1計画（月周回飛行）のために、後述する7K-L3と平行して計画されていた機体。ソユーズではなくゾンドとして、ゾンド4・5・6・7・8号が生物を乗せて月を周回した他、数機が打ち上げに失敗している。
「ゾンド」とはロシア語で「無人計測器」の意味だが、ソユーズではなくこの名称で実験をしていたのは、アメリカ側に計画を悟られなくするためであったと思われる。
重量軽減のため、他のソユーズシリーズにある軌道船が省かれ、乗員も2人になっている。
1970年10月30日、ソ連政府からL1計画の中止が求められると同時に、7K-L1の役割も消えた。
en:Soyuz 7K-L1

### ソユーズ7K-L3
| ソユーズ7K-L3 | ソユーズ7K-L3                |
| ------------- | ---------------------------- |
|               |                              |
| 全長          | 10.06 m                      |
| 直径          | 2.93 m                       |
| 容量          | 不明                         |
| 乗員          | 2人                          |
| 運用期間      | 1967年 - 1974年              |
| 主目的        | 月着陸船を伴っての月有人飛行 |

同スケールのCSMとLOK

ソユーズ7K-OKをベースに、ソユーズL3計画のため、7K-L1と平行して計画されていたモデル。7K-L3ではなく7K-LOKと表記されることもある。
アポロ月宇宙船はCSM（司令・機械船）とLM（月着陸船）の間を通路で直接行き来できたが、LOK（月軌道船）とLK（月着陸船）を結ぶ通路はなく、LKのクルーは宇宙遊泳して乗り移る。このために新型の宇宙服が開発され、改良を重ねてISS（国際宇宙ステーション）でも使われている。
7K-L1と違って太陽電池パネルがなく、代わりに燃料電池を搭載するため、外見はCSMに似ている。また軌道船には月面から戻ってきたLKとドッキングする時のために目視確認用の「キューポラ」がある。帰還船には7K-L1と同様の厚い耐熱シールドが備えられ、再突入時には大気圏上層部で「水切り」することになっていた。
2機の7K-L3が無人でN-1ロケットの最上部に取り付けられ、打ち上げ実験が行われた。ロケットは2回とも爆発したが、宇宙船は（1983年のソユーズT-10-1のように）打ち上げ脱出システムによって切り離され、わずかな距離だけ飛行した。1974年6月23日、政府からソユーズL3計画の中止が言い渡された。実際に宇宙に飛び立った機体は1機もなく、計画中止後はN-1も含めて全てスクラップにされた。
en:Soyuz 7K-L3

#### LK（月着陸船）
| LK（月着陸船） | LK（月着陸船）  |
| -------------- | --------------- |
|                |                 |
| 全長           | 5.20 m          |
| 直径           | 4.50 m          |
| 容量           | 5 m3            |
| 乗員           | 1人             |
| 運用期間       | 1970年 - 1971年 |
| 主目的         | 月着陸          |

アポロ宇宙船のLM（月着陸船）に似ているが、LMの3分の1の重量で1人乗り。
コスモス379・398・434号が無人テスト機として打上げられている。

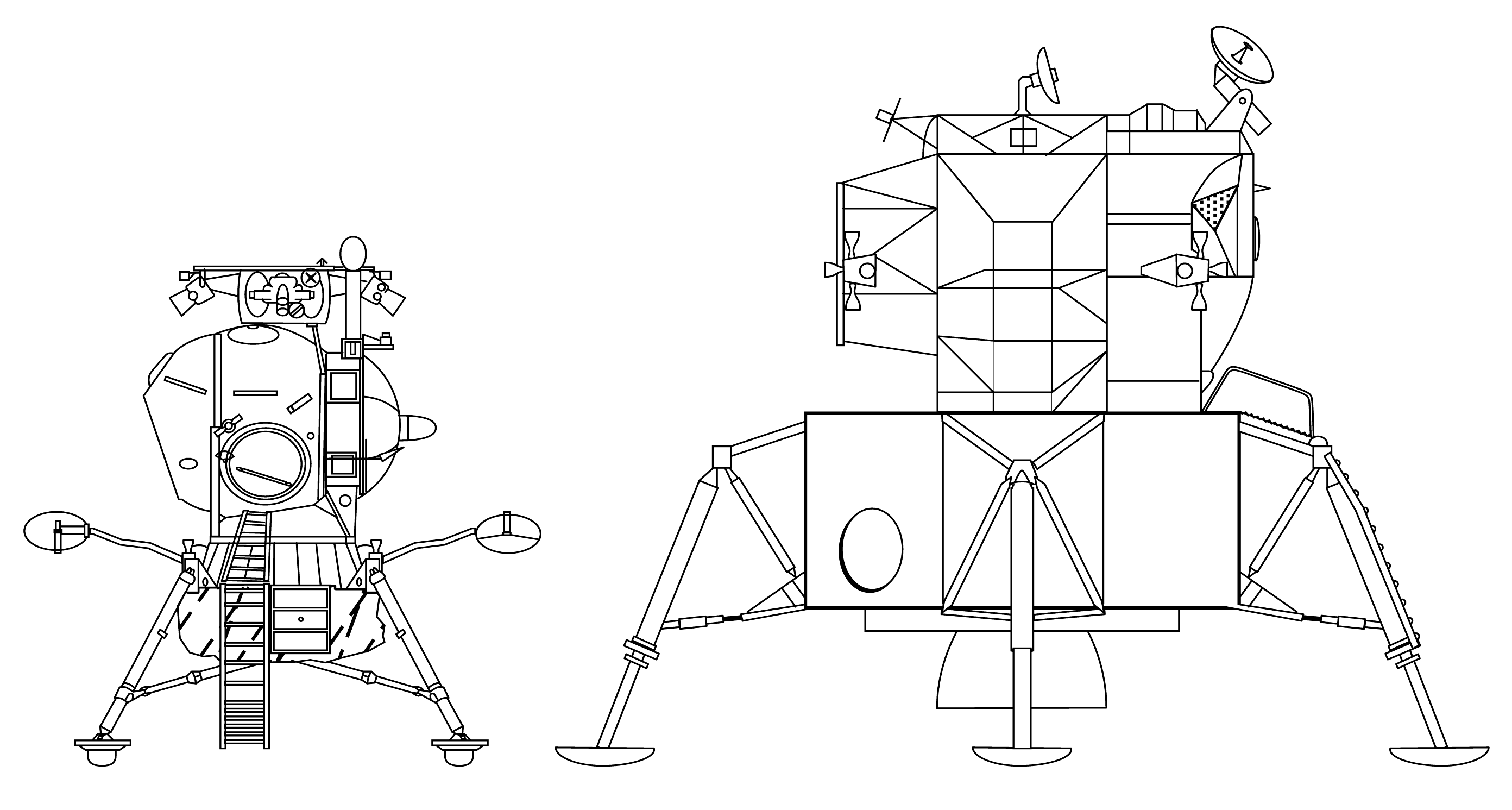
同一スケールのLKとLM

## 地球周回目的
有人での月飛行を目指して作られたソユーズだが、ソ連が有人での月飛行計画を中止した後は、もっぱら地球を周回する軌道に限定して使用された。1960年代から1970年代にかけて人が死亡する事故を2度起こしているものの、1971年以降は現在に至るまで死亡事故は起きていない（ただし間一髪で助かった事故は何度か発生している）。様々なバリエーションが存在し、現在はソユーズMSが運用されている。

### ソユーズ7K-OK
| ソユーズ7K-OK | ソユーズ7K-OK                                    |
| ------------- | ------------------------------------------------ |
|               |                                                  |
| 全長          | 7.95 m                                           |
| 直径          | 2.72 m                                           |
| 容量          | 9 m3                                             |
| 乗員          | 3人                                              |
| 運用期間      | 1967年 - 1971年                                  |
| 主目的        | 地球低軌道への宇宙飛行士のフライトおよび各種実験 |

初めて実用化されたソユーズ宇宙船のタイプ。ちなみに乗員が3人とあるが、中が狭く、3人の定員いっぱいまで乗船すると与圧服が着られなかった。最初の9機はドッキングは可能だが機体同士を直接行き来できるハッチはなく、乗り移る場合はエアロックから出て、軌道船の外壁を伝って移動しなければならなかった。
ソユーズの無人試験飛行はコスモス衛星として行われた。ソユーズ1号での初有人フライトにはウラジーミル・コマロフが選ばれたが、大気圏再突入後、減速用パラシュートが開かずにそのまま地表に激突し、コマロフは死亡してしまった。これが最初の宇宙飛行中の事故死だと言われている。これ以降ソユーズの打ち上げは1年半中断した。
その後ソ連はソユーズ2号を無人で飛行させ、3号から再び有人で飛行するようになった。ソユーズ3号は無人の2号の姿を確認できるまでに接近した。次のソユーズ4号と5号はドッキング装置を有しており、軌道上で初の宇宙船同士のドッキング実験を行い、4号の飛行士が5号に、5号の飛行士が4号に乗り移って地球に帰還した。5号は着陸時の逆噴射エンジンが作動せず、着陸時の衝撃でボリス・ボリノフ飛行士が重傷を負った。さらにその次の6号、7号、8号が宇宙空間でランデブー（編隊飛行）を行った。
9号では、宇宙空間に長期滞在し、生活することが可能かどうかの実証のため、18日間におよぶ長期の飛行を成し遂げた。

#### 実績
- コスモス133・140・186・188・212・213・238号 無人テスト機。
- ソユーズ1号 1967年4月23日 - 4月24日 クルーはウラジーミル・コマロフ1人。帰還時の事故で死亡。
- ソユーズ2号 1968年10月25日 - 10月28日 無人での打ち上げ。
- ソユーズ3号 1968年10月26日 - 10月30日 クルーは1人。2号と200mの距離まで接近する。
- ソユーズ4号 1969年1月14日 - 1月17日 5号とドッキング。クルーは打ち上げ時1人、帰還時3人。
- ソユーズ5号 1969年1月15日 - 1月18日 クルーは打ち上げ時3人、帰還時1人。帰還時の事故でクルーが壁に顔を叩きつけ、前歯を折る怪我。
- ソユーズ6号 1969年10月13日 - 10月18日 7号、8号と編隊飛行。7号と8号のドッキングを撮影する予定だった。
- ソユーズ7号 1969年10月12日 - 10月17日 6号、8号と編隊飛行。4・5号と同じように8号とドッキングする予定だったが設備故障のため行われず。
- ソユーズ8号 1969年10月13日 - 10月18日 6号、7号と編隊飛行。
- ソユーズ9号 1970年6月1日 - 6月19日 クルーがソ連で行われた選挙に宇宙空間から投票。

en:Soyuz 7K-OK

### ソユーズ7K-OKS
| ソユーズ7K-OKS | ソユーズ7K-OKS               |
| -------------- | ---------------------------- |
|                |                              |
| 全長           | 7.95 m                       |
| 直径           | 2.72 m                       |
| 容量           | 9 m3                         |
| 乗員           | 3人                          |
| 運用期間       | 1971年                       |
| 主目的         | 宇宙ステーションとの人員輸送 |

7K-OKをベースに、宇宙ステーション（サリュート）とのドッキングポートを取り付けたモデル。ドッキングポート以外の基本的な構造は7K-OKと変わりはない。ソユーズ11号は世界で初めて宇宙ステーションとのドッキングに成功した宇宙船となったが、地球への帰還中にカプセルの空気が漏れる事故を起こし、乗員3人が死亡した。これを受けてモデルチェンジが加えられたため、7K-OKSが使用されたのは10号と11号の2機のみである。

#### 実績
- ソユーズ10号 1971年4月23日 - 4月25日 サリュート1号とドッキングするが、故障により乗り移れずミッションを諦めて帰還。
- ソユーズ11号 1971年6月6日 - 6月30日 サリュート1号とドッキングに成功しミッションをこなすも、帰還時の事故で3人のクルー全員が死亡した。

### ソユーズ7K-T, 7K-T/A9
| ソユーズ7K-T | ソユーズ7K-T                 |
| ------------ | ---------------------------- |
|              |                              |
| 全長         | 7.48 m                       |
| 直径         | 2.72 m                       |
| 容量         | 8.5 m3                       |
| 乗員         | 2人                          |
| 運用期間     | 1973年 - 1981年              |
| 主目的       | 宇宙ステーションとの人員輸送 |

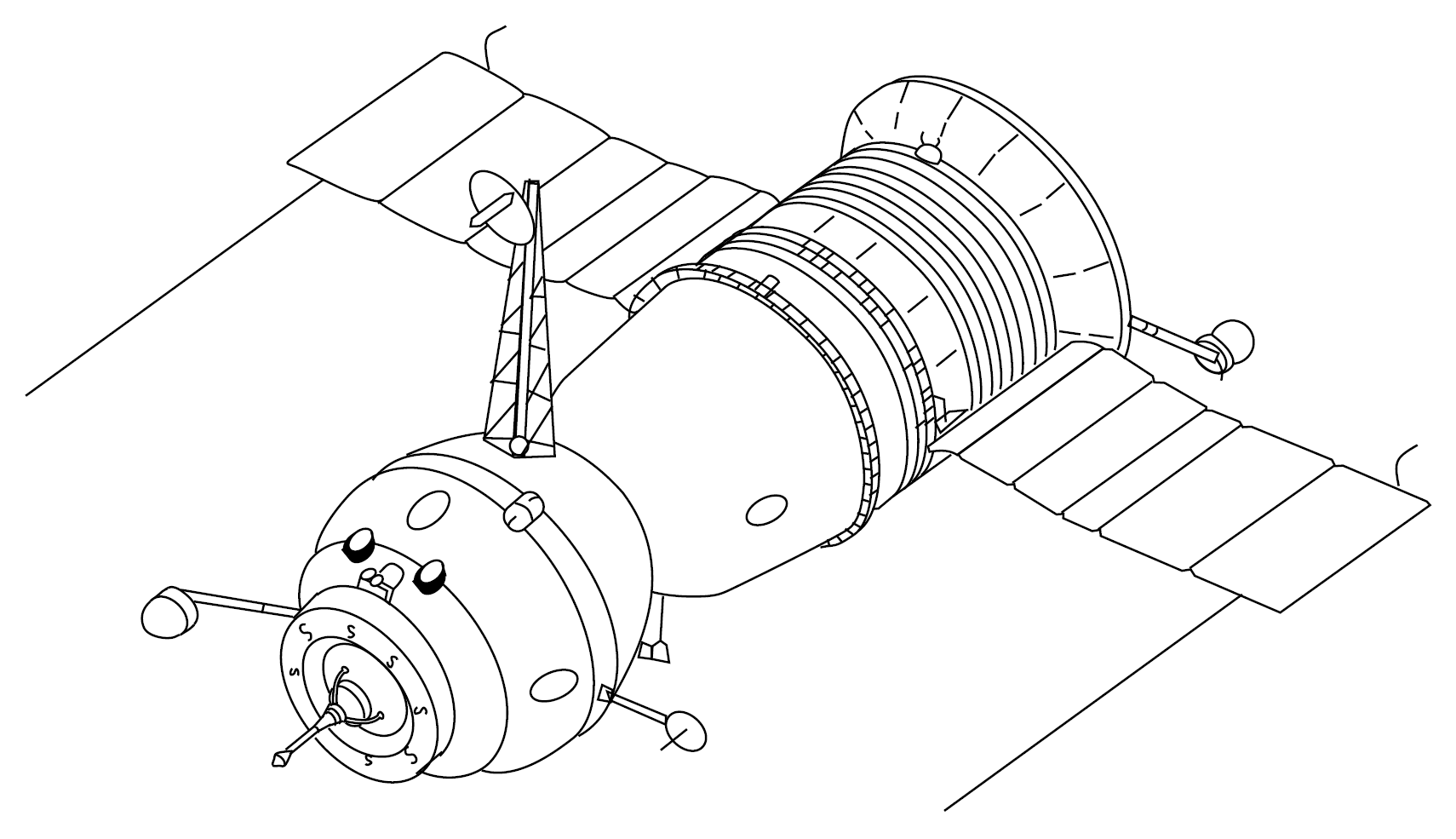
ソユーズ7K-T/A9

ソユーズ11号の事故を受けて、乗員の安全を優先するようにしたモデル。12号から40号まで使用された。与圧服を着られるようにした代わりに乗員が最大2名に制限された。
ちなみにこのモデル以降のソユーズは月へ行くことは考えておらず、もっぱら低軌道にあるステーションとの人員輸送に的を絞られている。7K-Tは太陽電池パネルを持たず、バッテリーで電力を確保するモデルもあった。この方式だと電力は2日分しか持たないが、ステーションにドッキングした後はステーションの太陽電池パネルで発電された電力が供給されるため、問題なかった。
13号は宇宙と地上を撮影する「オリオン2」カメラを搭載していたため、ドッキングシステムが改修されている。
7K-Tのもう一つのバリエーションが、軍事用宇宙ステーション・アルマーズへの飛行に使われた7K-T/A9である。7K-Tと同時期に運用されていた機体ではあるが、こちらは7K-OKと同じように与圧服を着られない3人乗りで（ただし公表されている限り、この時期のソユーズで3人が乗り込んだミッションはない）、太陽電池パネルを持っていた。そのため7K-Tのように電力で日数に制限が出ることはない。
7K-OKのドッキング装置やパラシュートに改良を加え、遠隔操作装置を有している。
7K-T/A9は軍事目的で開発された機体であり、宇宙ステーションでの実験や観測を主目的にしていた7K-Tとはその目的が異なる。また公開されていない情報も多い。

#### 実績
28号以降、クルーのうち1人を外国人としたミッションが度々行われるようになる。
- コスモス496・573・613号 無人テスト機
- ソユーズ12号 1973年9月27日 - 9月29日 7K-Tの性能試験が目的。宇宙ステーションとは最初からドッキングする予定なし。
- ソユーズ13号 1973年12月18日 - 12月26日 オリオン2（観測装置）の輸送と、12号とは別の試験が目的。サリュート1号とドッキング。
- ソユーズ14号 1974年7月4日 - 7月19日 サリュート3号とドッキング。生物学的、医学的な実験を行う。軍事目的のアルマーズ計画の一環であったとも言われている。
- ソユーズ15号 1974年8月26日 - 8月28日 サリュート3号とドッキングするも、ドッキングシステムの不具合によりサリュートに乗り移れず、ミッションを中止して帰還。
- ソユーズ16号 1974年12月2日 - 12月8日 ソ連とアメリカの整備士が地上で共同作業。ソユーズの安全性の、アメリカに対するアピールであったと伝えられる。
- ソユーズ17号 1975年1月11日 - 2月9日 サリュート4号とドッキング。破損していたサリュート4号の望遠鏡を修理した後、太陽や地球、惑星などを観察する。
- ソユーズ18a号 1975年4月5日 R-7の2段目切り離しに失敗、帰還船のみ切り離して緊急離脱。「18号」の正式名称は与えられていないが、一般には「18-1号」や「18A号」と呼ばれる。
- ソユーズ18号 1975年5月24日 - 7月26日 サリュート4号とドッキング。19号の乗員と連絡を取る他、植物の生育実験などを行う。
- ソユーズ20号 無人で打ち上げ。
- ソユーズ21号 1976年7月6日 - 8月24日 サリュート5号とドッキング。軍事的・科学的な実験や観測を行う。しかし事故でサリュート内に有毒ガスが発生し、離脱。
- ソユーズ23号 1976年10月14日 - 10月16日 サリュート5号とのドッキングに失敗。凍った湖に着水してしまいクルーが遭難しかける。
- ソユーズ24号 1977年2月7日 - 2月25日 サリュート5号とドッキング。
- ソユーズ25号 1977年10月9日 - 10月11日 サリュート6号とのドッキングに失敗。
- ソユーズ26号 1977年12月10日 - 1978年1月16日 サリュート6号とドッキング。27号のクルーが乗り込んで帰還。
- ソユーズ27号 1978年1月10日 - 3月16日 サリュート6号とドッキング。26号のクルーが乗り込んで帰還。
- ソユーズ28号 1978年3月2日 - 3月10日 チェコスロバキア人が搭乗。サリュート6号とドッキング。
- ソユーズ29号 1978年6月15日 - 9月3日 サリュート6号とドッキング。31号のクルーが乗り込んで帰還。
- ソユーズ30号 1978年6月27日 - 7月5日 ポーランド人が搭乗。サリュート6号とドッキング。
- ソユーズ31号 1978年8月26日 - 11月2日 東ドイツ人が搭乗。サリュート6号とドッキング。29号のクルーが乗り込んで帰還。
- ソユーズ32号 1979年2月25日 - 6月13日 サリュート6号とドッキング。無人で帰還。
- ソユーズ33号 1979年4月10日 - 4月12日 ブルガリア人が搭乗。サリュート6号とのドッキングに失敗。
- ソユーズ34号 1979年6月6日 - 8月19日 無人で打ち上げられ、サリュート6号とドッキング。32号のクルーが乗り込んで帰還。
- ソユーズ35号 1980年4月9日 - 6月3日 サリュート6号とドッキング。36号のクルーが乗り込んで帰還。
- ソユーズ36号 1980年5月26日 - 7月31日 ハンガリー人が搭乗。サリュート6号とドッキング。37号のクルーが乗り込んで帰還。
- ソユーズ37号 1980年7月23日 - 10月11日 ベトナム人が搭乗。サリュート6号とドッキング。35号のクルーが乗り込んで帰還。
- ソユーズ38号 1980年9月18日 - 9月26日 キューバ人が搭乗。サリュート6号とドッキング。
- ソユーズ39号 1981年3月22日 - 3月30日 モンゴル人が搭乗。サリュート6号とドッキング。
- ソユーズ40号 1981年5月14日 - 5月22日 ルーマニア人が搭乗。サリュート6号とドッキング。

en:Soyuz 7K-T

### ソユーズ7K-TM
| ソユーズ7K-TM | ソユーズ7K-TM              |
| ------------- | -------------------------- |
|               |                            |
| 全長          | 7.48 m                     |
| 直径          | 2.72 m                     |
| 容量          | 9 m3                       |
| 乗員          | 2人                        |
| 運用期間      | 1975年 - 1976年            |
| 主目的        | アポロ・ソユーズテスト計画 |

アポロ・ソユーズテスト計画のため、アメリカから、アポロの環境に合わせられるよう要請されて7K-Tをベースに設計された機体。ドッキングポートをAPASに改め、アポロ司令・機械船内の気圧（0.68気圧＝69kPa）に合わせられるよう減圧・加圧室が設けられ、太陽電池も新型のものに交換された。なおそのような改造をした結果、定員は2人になった。
記録上は、アポロ・ソユーズテスト計画に用いられた19号のほかは22号しか使われていない。
こちらはドッキングポートの代わりに東ドイツ製のカメラが取り付けられ、写真撮影任務を行った。

#### 実績
- ソユーズ19号 1975年7月15日 - 7月21日 アポロ・ソユーズテスト計画。
- ソユーズ22号 1976年9月15日 - 9月23日 可視光線カメラ4基と赤外線カメラ2基を装備し、2,400枚の地球表面の写真を撮影。その他、宇宙線の影響を観察。

en:Soyuz 7K-TM

### 軍事用ソユーズ

#### ソユーズ7K-P, 7K-R, 7K-PPK
ソユーズ7K-P（Perekhvatchik：宇宙戦闘機）とソユーズR（Razvedki：宇宙指揮偵察機）は1962年にセルゲイ・コロリョフによって提案された。初期案では7K-PはソユーズB推進船およびソユーズV輸送船とドッキングして燃料補給を受け、高度6,000km以内にある敵の衛星を迎撃する。ソユーズRシステムは写真および電子偵察機能を持つ小型宇宙ステーション11F71と人員輸送用のソユーズ7K-TKで構成される。7K-Pは敵衛星の査察あるいは破壊のために設計されたが、そのためには標的の衛星にランデブーする必要があった。後にはクルーの負う危険を局限化するためにソユーズ7K-PPK（pilotiruemovo korablya-perekhvatchika：有人宇宙戦闘機）が提案された。

#### ソユーズ7K-VIズヴェズダ
ズヴェズダ（星）はソユーズを基にした宇宙ステーションである。有人で地球を観測し、敵衛星を査察あるいは破壊する。電源として2基のプルトニウム電池を搭載し、敵の査察あるいは迎撃衛星からの自衛用に、真空中で撃つために設計された無反動砲を装備している。砲身は固定され、ステーション自体を動かして照準する。帰還モジュールには照準用の窓が開けられている。アルマーズとのドッキングも可能である。
1966年に6人の宇宙飛行士（パイロット・エンジニアのペアが2組と予備のエンジニアが2人）が選ばれて訓練を受けていたが、1967年に計画は中止された。

#### ソユーズOIS
ソユーズOIS（軌道偵察ステーション）は、別々に打ち上げられた軌道ブロックの11F731 OB-VIと人員輸送用のソユーズ7K-Sで構成される。
コスモス670・772・869号が無人テスト機として打ち上げられた。
en:Military Soyuz

### ソユーズT
| ソユーズT | ソユーズT                    |
| --------- | ---------------------------- |
|           |                              |
| 全長      | 7.48 m                       |
| 直径      | 2.72 m                       |
| 容量      | 9 m3                         |
| 乗員      | 3人                          |
| 運用期間  | 1976年 - 1986年              |
| 主目的    | 宇宙ステーションとの人員輸送 |

7K-TMと軍事用ソユーズを基に改良されたソユーズである。より長期のミッションに対応できるよう太陽電池パネルが大型化され、「イグラ」ランデブーシステムと新型のスラスターが装備された。また、3人のクルーが与圧服を着たまま乗り込めるようになった。

#### 実績
- ソユーズT-1 1979年12月16日 - 1980年3月25日 新型ソユーズの無人テスト機。サリュート6号とドッキング。
- ソユーズT-2 1980年6月5日 - 1980年6月9日 新型ソユーズの有人テスト。サリュート6号とドッキング。
- ソユーズT-3 1980年11月27日 - 12月10日 サリュート6号とドッキング。ソユーズとしては1971年以来になる3人乗り飛行のテスト。
- ソユーズT-4 1981年3月12日 - 5月26日 サリュート6号とドッキング。
- ソユーズT-5 1982年5月13日 - 8月27日 サリュート7号とドッキング。T-7のクルーが乗り込んで帰還。
- ソユーズT-6 1982年6月24日 - 7月2日 フランス人が搭乗。サリュート7号とドッキング。
- ソユーズT-7 1982年8月19日 - 12月10日 史上2人目の女性宇宙飛行士が搭乗。サリュート7号とドッキング。T-5のクルーが乗り込んで帰還。
- ソユーズT-8 1983年4月20日 - 4月22日 サリュート7号とのドッキングに失敗。
- ソユーズT-9 1983年6月27日 - 11月23日 サリュート7号とドッキング。
- ソユーズT-10-1 1983年9月26日 打ち上げロケットが発射台で炎上、脱出システムが作動して宇宙船を切り離した直後に爆発。
- ソユーズT-10 1984年2月8日 - 4月11日 サリュート7号とドッキング。T-11のクルーが乗り込んで帰還。
- ソユーズT-11 1984年4月3日 - 10月2日 サリュート7号とドッキング。T-10のクルーが乗り込んで帰還。
- ソユーズT-12 1984年7月17日 - 7月29日 サリュート7号とドッキング。
- ソユーズT-13 1985年6月6日 - 9月26日 サリュート7号とドッキング。クルーのうち1人がT-14と入れ替わって帰還。
- ソユーズT-14 1985年9月17日 - 11月21日 サリュート7号とドッキング。クルーのうち1人がT-13と入れ替わる。機長の病気によりミッションを中断して帰還。
- ソユーズT-15 1986年3月13日 - 7月16日 サリュート7号およびミールとドッキング。

en:Soyuz-T

### ソユーズTM
| ソユーズTM | ソユーズTM                   |
| ---------- | ---------------------------- |
|            |                              |
| 全長       | 7.48 m                       |
| 直径       | 2.72 m                       |
| 容量       | 7.5 m3                       |
| 乗員       | 3人                          |
| 運用期間   | 1986年 - 2002年              |
| 主目的     | 宇宙ステーションとの人員輸送 |

ミールおよび国際宇宙ステーションとの往還を目的としたソユーズTの改良型である。新型の「クルス」（Kurs：英語の発音はカーズまたはコーズ）ランデブー・ドッキングシステム、通信システム、パラシュートと連動した着陸用逆噴射ロケットが装備されている。クルスシステムは、旧型機のように宇宙ステーションと「鏡合わせの」機動をしなくてもドッキングできる。

#### 実績
ミール長期滞在クルー（ロシア人2人）と短期滞在クルー1人（外国人が多い）の組み合わせが基本になっているが、例外もある。
- ソユーズTM-1 無人テスト機
- ソユーズTM-2 1987年2月5日 - 7月30日 ミールとドッキング。打ち上げ時のクルー2人のうち1人と、TM-3のクルーのうち2人が乗り込んで帰還。
- ソユーズTM-3 1987年7月22日 - 12月29日 シリア人が搭乗。ミールとドッキング。打ち上げ時のクルーのうち1人と、TM-2およびTM-4のクルーのうち各1人が乗り込んで帰還。
- ソユーズTM-4 1987年12月21日 - 1988年6月17日 ミールとドッキング。TM-5のクルーが乗り込んで帰還。
- ソユーズTM-5 1988年6月7日 - 9月7日 ブルガリア人が搭乗。ミールとドッキング。TM-6のクルーのうち2人が乗り込んで帰還。軌道離脱噴射の際にトラブルが発生。
- ソユーズTM-6 1988年8月29日 - 12月21日 アフガニスタン人が搭乗。ミールとドッキング。TM-4のクルーのうち2人、TM-7のクルーのうち1人が乗り込んで帰還。
- ソユーズTM-7 1988年11月26日 - 1989年4月27日 フランス人が搭乗。ミールとドッキング。クルーのうち1人がTM-6と入れ替わって帰還。
- ソユーズTM-8 1989年9月5日 - 1990年2月19日 ミールとドッキング。
- ソユーズTM-9 1990年2月11日 - 8月9日 ミールとドッキング。
- ソユーズTM-10 1990年8月1日 - 12月10日 打ち上げ時は2人乗り。ミールとドッキング。TM-11のクルーのうち1人が加わって帰還。
- ソユーズTM-11 1990年12月2日 - 1991年5月26日 日本人（秋山豊寛）が搭乗。ミールとドッキング。クルーのうち1人がTM-12と入れ替わって帰還。
- ソユーズTM-12 1991年5月18日 - 10月10日 イギリス人女性（宇宙飛行関係者）が搭乗。クルーのうち2人がTM-13と入れ替わって帰還。
- ソユーズTM-13 1991年10月2日 - 1992年3月25日 オーストリア人が搭乗。ミールとドッキング。打ち上げ時のクルーとTM-12のクルーのうち各1人（彼らは宇宙にいる間にソビエト人からロシア人になった）、TM-14のクルーのうち1人が乗り込んで帰還。
- ソユーズTM-14 1992年3月17日 - 8月10日 ドイツ人が搭乗。ミールとドッキング。クルーのうち1人がTM-15と入れ替わって帰還。
- ソユーズTM-15 1992年7月27日 - 1993年2月1日 フランス人が搭乗。ミールとドッキング。帰還時は2人乗り。
- ソユーズTM-16 1993年1月24日 - 7月22日 打ち上げ時は2人乗り。ミールとドッキング。TM-17のクルーのうち1人が加わって帰還。
- ソユーズTM-17 1993年7月1日 - 1994年1月14日 ミールとドッキング。帰還時は2人乗り。ミールと接触事故を起こした。
- ソユーズTM-18 1994年1月8日 - 7月9日 ミールとドッキング。帰還時は2人乗り。
- ソユーズTM-19 1994年7月1日 - 11月4日 打ち上げ時は2人乗り。ミールとドッキング。TM-20のクルーのうち1人が加わって帰還。
- ソユーズTM-20 1994年10月3日 - 1995年3月22日 ドイツ人が搭乗。ミールとドッキング。クルーのうち1人がTM-18と入れ替わって帰還。
- ソユーズTM-21 1995年3月14日 - 9月11日 アメリカ人が搭乗。ミールとドッキング。打ち上げ時のクルーはSTS-71（アトランティス）で帰還し、TM-21は同ミッションで打ち上げられた2人のクルーが乗り込んで帰還。
- ソユーズTM-22 1995年9月3日 - 1996年2月29日 ドイツ人が搭乗。ミールとドッキング。
- ソユーズTM-23 1996年2月21日 - 9月2日 打ち上げ時は2人乗り。ミールとドッキング。TM-24のクルーのうち1人が加わって帰還。
- ソユーズTM-24 1996年8月17日 - 1997年3月2日 フランス人が搭乗。ミールとドッキング。クルーのうち1人がTM-25と入れ替わって帰還。
- ソユーズTM-25 1997年2月10日 - 8月14日 ドイツ人が搭乗。ミールとドッキング。滞在中に火災（2月23日）や衝突事故（6月25日）が発生。帰還時は2人乗り。
- ソユーズTM-26 1997年8月5日 - 1998年2月19日 打ち上げ時は2人乗り。ミールとドッキングし、修理作業を行う。TM-27のクルーのうち1人が加わって帰還。
- ソユーズTM-27 1998年1月29日 - 8月25日 フランス人が搭乗。ミールとドッキング。クルーのうち1人がTM-28と入れ替わって帰還。
- ソユーズTM-28 1998年8月13日 - 1999年2月28日 ミールとドッキング。打ち上げ時のクルーとTM-29のクルー各1人の2人乗りで帰還。
- ソユーズTM-29 1999年2月20日 - 8月28日 フランス人およびスロバキア人が搭乗。ミールとドッキング。クルーのうち1人がTM-28と入れ替わって帰還。
- ソユーズTM-30 2000年4月4日 - 6月26日 ミールへの最後のドッキング。
- ソユーズTM-31 2000年10月31日 - 2001年5月6日 ロシア人2人とアメリカ人が搭乗。ISS（国際宇宙ステーション）とドッキング （第1次長期滞在）。打ち上げ時のクルーはSTS-102（ディスカバリー）で帰還し、TM-31はTM-32のクルーが乗り込んで帰還。
- ソユーズTM-32 2001年4月28日 - 10月31日 ロシア人2人とアメリカ人（宇宙旅行者）が搭乗。ISSとドッキング。TM-33のクルーが乗り込んで帰還。
- ソユーズTM-33 2001年10月21日 - 2002年5月5日 ロシア人2人とフランス人が搭乗。ISSとドッキング。TM-34のクルーが乗り込んで帰還。
- ソユーズTM-34 2002年4月25日 - 11月10日 ロシア人、イタリア人、南アフリカ人（宇宙旅行者）が搭乗。ISSとドッキング。TMA-1のクルーが乗り込んで帰還。

en:Soyuz-TM

### ソユーズTMA
| ソユーズTMA | ソユーズTMA                  |
| ----------- | ---------------------------- |
|             |                              |
| 全長        | 7.48 m                       |
| 直径        | 2.72 m                       |
| 容量        | 7.2 m3                       |
| 乗員        | 3人                          |
| 運用期間    | 2003年 - 2012年              |
| 主目的      | 国際宇宙ステーションとの往還 |

国際宇宙ステーションへの人員輸送のためにアメリカ航空宇宙局 (NASA) からの要請に基いて設計変更が施されたソユーズ宇宙船である。クルーの身長・体重の許容範囲が広げられ、パラシュートシステムも改良された。使い捨て型宇宙船としては初めてグラスコックピット化された。外見は前世代のソユーズTMと変わらないが、内装は大柄の宇宙飛行士が搭乗可能になるなど居住性が向上している。

#### 実績
TMA-2からTMA-14までとTMA-16はISS（国際宇宙ステーション）長期滞在クルー（ロシア人2人、またはロシア人とアメリカ人各1人）と短期滞在クルー1人の組み合わせ。TMA-15とTMA-17以降は3人全員が長期滞在クルー（ロシア2人とアメリカ人1人、またはロシア人1人とアメリカ人2人、またはロシア人・アメリカ人・その他各1人）。
- ソユーズTMA-1 2002年10月30日 - 2003年5月4日 ロシア人2人とベルギー人が搭乗。第6次長期滞在クルーが乗り込んで帰還。
- ソユーズTMA-2 2003年4月26日 - 10月28日 打ち上げ時は2人乗り（第7次長期滞在クルー）。TMA-3の短期滞在クルーが加わって帰還。
- ソユーズTMA-3 2003年10月18日 - 2004年4月30日 第8次長期滞在クルーとスペイン人が搭乗。短期滞在クルーがTMA-4と入れ替わって帰還。
- ソユーズTMA-4 2004年4月19日 - 10月24日 第9次長期滞在クルーとオランダ人が搭乗。短期滞在クルーがTMA-5と入れ替わって帰還。
- ソユーズTMA-5 2004年10月14日 - 2005年4月24日 第10次長期滞在クルーとロシア人が搭乗。短期滞在クルーがTMA-6と入れ替わって帰還。
- ソユーズTMA-6 2005年4月15日 - 10月11日 第11次長期滞在クルーとイタリア人が搭乗。短期滞在クルーがTMA-7と入れ替わって帰還。
- ソユーズTMA-7 2005年10月1日 - 2006年4月8日 第12次長期滞在クルーとアメリカ人（宇宙旅行者）が搭乗。短期滞在クルーがTMA-8と入れ替わって帰還。
- ソユーズTMA-8 2006年3月30日 - 9月29日 第13次長期滞在クルーとブラジル人が搭乗。短期滞在クルーがTMA-9と入れ替わって帰還。
- ソユーズTMA-9 2006年9月18日 - 2007年4月21日 第14次長期滞在クルーとイラン系アメリカ人（宇宙旅行者）が搭乗。短期滞在クルーがTMA-10と入れ替わって帰還。
- ソユーズTMA-10 2007年4月10日 - 10月21日 第15次長期滞在クルーとハンガリー系アメリカ人（宇宙旅行者）が搭乗。短期滞在クルーがTMA-11と入れ替わって帰還。
- ソユーズTMA-11 2007年10月10日 - 2008年4月19日 第16次長期滞在クルーとマレーシア人（宇宙飛行関係者）が搭乗。短期滞在クルーがTMA-12と入れ替わって帰還。
- ソユーズTMA-12 2008年4月8日 - 10月24日 第17次長期滞在クルーと韓国人（宇宙飛行関係者）が搭乗。短期滞在クルーがTMA-13と入れ替わって帰還。
- ソユーズTMA-13 2008年10月12日 - 2009年4月8日 第18次長期滞在クルーとアメリカ人（宇宙旅行者）が搭乗。短期滞在クルーがTMA-14と入れ替わって帰還。
- ソユーズTMA-14 2009年3月26日 - 10月11日 第19次長期滞在クルーとハンガリー系アメリカ人（宇宙旅行者）が搭乗。ISS滞在中にドッキングポート変更のため一時的に分離した際、若田光一が搭乗。短期滞在クルーがTMA-16と入れ替わって帰還。
- ソユーズTMA-15 2009年5月27日 - 12月1日 第20次長期滞在クルー（ロシア人、ベルギー人、カナダ人）が搭乗。
- ソユーズTMA-16 2009年9月30日 - 2010年3月18日 第21次長期滞在クルー（ロシア人、アメリカ人）とカナダ人（宇宙旅行者）が搭乗。帰還時は2人乗り。
- ソユーズTMA-17 2009年12月20日 - 2010年6月2日 第22次長期滞在クルー（ロシア人、アメリカ人、日本人（野口聡一））が搭乗。
- ソユーズTMA-18 2010年4月2日 - 9月25日 第23次長期滞在クルー（ロシア人2人、アメリカ人1人）が搭乗。
- ソユーズTMA-19 2010年6月15日 - 11月26日 第24次長期滞在クルー（ロシア人1人、アメリカ人2人）が搭乗。
- ソユーズTMA-20 2010年12月15日 - 2011年5月24日 第26次長期滞在クルーおよびクルー（ロシア人、アメリカ人、イタリア人）が搭乗。
- ソユーズTMA-21 2011年4月4日 - 2012年9月16日 第27次長期滞在クルー（ロシア人2人、アメリカ人1人）が搭乗。
- ソユーズTMA-22 2011年11月14日 - 2012年4月27日 第29次長期滞在クルー（ロシア人2人、アメリカ人1人）が搭乗。

en:Soyuz-TMA

### ソユーズTMA-M
| ソユーズTMA-M | ソユーズTMA-M                |
| ------------- | ---------------------------- |
|               |                              |
| 全長          | 7.48 m                       |
| 直径          | 2.72 m                       |
| 容量          | 7.2 m3                       |
| 乗員          | 3人                          |
| 運用期間      | 2010年 - 2016年              |
| 主目的        | 国際宇宙ステーションとの往還 |

新世代のソユーズTMA-M宇宙船は、旧世代のソユーズTMA宇宙船を基に開発された。外見的な仕様は前世代のソユーズTMAに準拠しほとんど同じである。主な変更点は、内部に搭載されるシステムである。機械船に搭載する誘導・航法・姿勢制御システムは、構成する電子デバイスの使用点数を少なくし、小型・軽量・省電力化した。軌道船・帰還船・機械船の各々に搭載するジャイロ・加速度センサなどセンサーを使っての計測システムも、電子デバイスの使用点数を少なくし省電力化した。また機械船に搭載する船内熱制御システムには、新型の誘導・航法・姿勢制御システム及びその他のシステムから発生する熱の対処するため、新たに複数の冷却板を装備し、冷媒液の電動ポンプの容量を拡大させ、熱交換器も性能の良い物に交換した。誘導・航法・姿勢制御システムや計測システムのコンピュータのコマンド処理ユニットと内蔵プログラムを更新した。各システムに電力供給するための電力切り替えユニットを更新した。宇宙飛行士の操作パネルには、搭載システムの近代化に対応して、コマンドや信号データの変換ための新しいソフトウェアを導入した。機械船内の装置の架台は、マグネシウム合金からアルミニウム合金に変更し、加工性等の技術的効用が向上した。ソユーズの船内コンピュータと国際宇宙ステーションのロシアモジュールの間のデータ通信をデジタル多重通信化した。
以上をまとめると、
- 36個の古い電子デバイスを19個の新しい電子デバイスと交換された。
- 誘導・航法・姿勢制御システム、計測システム、そして熱制御システムは、新しい電子デバイスを組み込こんだ制御・電力供給・温度制御の装置などからなる。
- 宇宙船の構造の一部は、宇宙船の技術的効用を改善するために構造材料が変更された。
- 宇宙船の空虚質量は70kg軽量化され、宇宙船の運用能力をさらに向上させた。

#### 実績
- ソユーズTMA-01M 2010年10月7日 - 2011年3月16日 第25次長期滞在クルー（ロシア人2人、アメリカ人1人）が搭乗。
- ソユーズTMA-02M 2011年6月7日 - 2011年11月22日 第28次長期滞在クルー（ロシア人、アメリカ人、日本人（古川聡））が搭乗。
- ソユーズTMA-03M 2011年12月11日 - 2012年7月1日 第30次長期滞在クルー（ロシア人、オランダ人、アメリカ人）が搭乗。
- ソユーズTMA-04M 2012年5月15日 - 2012年9月17日 第31次長期滞在クルー（ロシア人2人、アメリカ人）が搭乗。
- ソユーズTMA-05M 2012年7月15日 - 2012年11月19日 第32次長期滞在クルー（ロシア人、アメリカ人、日本人（星出彰彦））が搭乗。
- ソユーズTMA-06M 2012年10月23日 - 2013年3月16日 第33次長期滞在クルー（アメリカ人、ロシア人2人）が搭乗。
- ソユーズTMA-07M 2012年12月19日 - 2013年5月14日 第34次長期滞在クルー（アメリカ人、カナダ人、ロシア人）が搭乗。
- ソユーズTMA-08M 2013年3月28日 - 2013年9月11日 第35次長期滞在クルー（アメリカ人1人、ロシア人2人）が搭乗。
- ソユーズTMA-09M 2013年5月28日 - 2013年11月11日 第36次長期滞在クルー（アメリカ人、ロシア人、イタリア人）が搭乗。
- ソユーズTMA-10M 2013年9月25日 - 2014年3月11日 第37次長期滞在クルー（アメリカ人1人、ロシア人2人）が搭乗。
- ソユーズTMA-11M 2013年11月7日 - 2014年5月14日 第38次長期滞在クルー（ロシア人、アメリカ人、日本人（若田光一））が搭乗。
- ソユーズTMA-12M 2014年3月26日 - 2014年9月11日 第39次長期滞在クルー（ロシア人2人、アメリカ人1人）が搭乗。

- ソユーズTMA-13M 2014年5月28日 - 2014年11月10日 第40次長期滞在クルー（ロシア人、アメリカ人、ドイツ人）が搭乗。
- ソユーズTMA-14M 2014年9月26日 - 2015年3月12日 第41次長期滞在クルー（ロシア人2人、アメリカ人1人）が搭乗。
- ソユーズTMA-15M 2014年11月23日 - 2015年6月11日 第42次長期滞在クルー (ロシア人、イタリア人、アメリカ人)が搭乗。
- ソユーズTMA-16M 2015年3月27日 - 2015年9月12日 第43次長期滞在クルー (ロシア人2人、アメリカ人1人)が搭乗。
- ソユーズTMA-17M 2015年7月12日 - 2015年12月11日 第44次長期滞在クルー (ロシア人、アメリカ人、日本人(油井亀美也))が搭乗。
- ソユーズTMA-18M 2015年9月4日 -  第45次長期滞在クルー (ロシア人、アメリカ人、カザフスタン人)が搭乗。

### ソユーズMS
| ソユーズMS | ソユーズMS                   |
| ---------- | ---------------------------- |
|            |                              |
| 全長       | 7.48 m                       |
| 直径       | 2.72 m                       |
| 容量       | 10.5 m3                      |
| 乗員       | 3人                          |
| 運用期間   | 2016年 -                     |
| 主目的     | 国際宇宙ステーションとの往還 |

ソユーズMS宇宙船は、予定されている中では最終の改良型である。変更点は以下の通り。
- より効率の良い太陽電池パネルへの交換
- ドッキング・軌道離脱時の冗長性の強化の為の、ドッキング・姿勢制御エンジン位置の変更
- 省電力性に優れ、より軽量なクルスNAドッキングシステムの採用
- 船内コンピュータを従来に比べ約8分の1の重量のTsVM-101コンピュータに置き換え
- 衛星中継によるデータ送受信や、通信範囲外時の自己位置特定を可能にする統合型デジタルコマンド・テレメトリーシステム(MBITS)の搭載
- GPS/GLONASSとCospas-Sarsat（英語版）による、着陸後の捜索活動の際のより正確な自己位置提供

#### 実績
- ソユーズMS-01 2016年7月7日 - 第48次長期滞在クルー (ロシア人、アメリカ人、日本人(大西卓哉))が搭乗。
- ソユーズMS-02 2016年10月19日 - 第49次長期滞在クルーが搭乗。
- ソユーズMS-03 2016年11月19日 - 第50次長期滞在クルーが搭乗。
- ソユーズMS-04 2017年4月20日 - 第52次長期滞在クルーが搭乗。
- ソユーズMS-05 2017年7月28日 - 第52次長期滞在クルーが搭乗。
- ソユーズMS-06 2017年9月12日 - 第53次長期滞在クルーが搭乗。
- ソユーズMS-07 2017年12月17日 - 第54次長期滞在クルー(ロシア人、アメリカ人、日本人(金井宣茂))が搭乗。
- ソユーズMS-08 2018年3月21日 - 第55次長期滞在クルーが搭乗。
- ソユーズMS-09 2018年6月6日 - 第56次長期滞在クルーが搭乗。
- ソユーズMS-10 2018年10月11日 - 第57次長期滞在クルーが搭乗したがロケットの不具合により打ち上げ失敗。緊急脱出システムが作動し、クルーは無事生還した。
- ソユーズMS-11 2018年12月3日 - 第58次長期滞在クルーが搭乗。
- ソユーズMS-12 2019年3月14日 - 第59次長期滞在クルーが搭乗。着陸機としては宇宙旅行者のハザ・アル・マンスーリが搭乗した。
- ソユーズMS-13 2019年7月10日 - 第60次長期滞在クルーが搭乗。
- ソユーズMS-14 2019年8月22日 - ソユーズ 2.1aロケットを使った初の打ち上げ。同ロケットに搭載された緊急脱出システムのテストのため無人で打ち上げられた[1]。
- ソユーズMS-15 2019年9月25日 - 第61次長期滞在クルーと宇宙旅行者のハザ・アル・マンスーリが搭乗。ソユーズFGロケットを使った最後の打ち上げ。
- ソユーズMS-16 2020年4月29日 - 第62次長期滞在クルーが搭乗。ソユーズ 2.1aロケットを使った初の有人ミッション。
- ソユーズMS-17 2020年10月14日 - 第63次長期滞在クルーが搭乗。
- ソユーズMS-18 2021年4月9日 - 第64次長期滞在クルーが搭乗。同年4月12日に人類初の有人宇宙飛行(ボストーク1号)から60周年となることを記念し、最初に宇宙飛行をした人物である「ユーリイ・A・ガガーリン」と名付けられた[2]。後述のMS-19で打ち上げられたロシア人女優ユリア・ペレシルドおよびロシア人映画監督クリム・シペンコと入れ替わって帰還。
- ソユーズMS-19 2021年10月5日 - ロシア人のコマンダーと、ISS内で映画 Vyzov（ロシア語: Вызов;挑戦（英語版））の撮影を行う、ロシアの映画監督クリム・シペンコ（英語版）およびロシア人女優ユリア・ペレシルドが搭乗。
- ソユーズMS-20 2021年12月8日 - ロシア人のコマンダーと、日本人宇宙旅行者2人（前澤友作と平野陽三）が搭乗。
- ソユーズMS-21 2022年3月18日 - 第66次長期滞在クルーが搭乗。